# Space (KSI-középlemez)
A Space KSI harmadik középlemeze, amely 2017. június 30-án jelent meg digitális letöltésként, kiadótól függetlenül. Az EP-ről egy kislemez jelent meg, a Creature.

## Háttér
2017 februárjában KSI elhagyta összes YouTube és közösségi média fiókját, YouTube videói közül 600-at letörölt, amelyek összesen több, mint 2 milliárd megtekintéssel rendelkeztek. 2017. február 23-án a DramaAlert-nek adott interjúban elmondta, hogy "nem népszerűsítek semmit" és, hogy "nem érdekel a pénz", illetve "unom valakinek mutatni magam, aki nem vagyok ... évekig egy bohóc voltam." Hozzá tette, hogy a közeljövőben nem tervez videókat csinálni.
2017 júliusában a GRM Daily-vel készített interjújában a következőt mondta: "Úgy érzem ez az egész KSI dolog... ne érts félre, király volt, élveztem csinálni ezeket a videókat, szórakoztatni embereket, megnevettetni másokat meg ilyenek. De egy olyan ponton vagyok, hogy ezt már megcsináltam, most valami olyat akarok csinálni, amit tényleg szeretnék. Úgy éreztem egy evolúció kellett ahhoz, hogy bebizonyítsam embereknek, hogy meg tudom csinálni azt, amit úgy érzem szükséges és ez volt az érzésem a Space EP-vel is. Azt akartam, hogy igaz legyen. Azt akarom, hogy emberek lássák az érzéseimet és azt, hogy min megyek keresztül az én szememből", illetve hozzátette "Szerintem a tavalyi év végén, mikor könyvet írtam, filmet csináltam, kiadtam egy EP-t, nagyon sok YouTube videót, annyi mindent csináltam, hogy elértem egy pontot, ahol stresszes kezdtem lenni, annyira, hogy akadályozni kezdett. Beteg lettem meg ilyenek. Egy kicsit túl sok volt és úgy voltam, hogy 'mit is akarok jelenleg csinálni magammal?'"

## Számlista
| 1.    | Tommy Gun      | Olajide Olatunji Tuna Erlat            | 1:52 |
| 2.    | Creature       | Olatunji Derek Safo Erlat Charles Cook | 3:27 |
| 3.    | Leave Me Alone | Olatunji George Kodua                  | 3:31 |
| 4.    | Idgaf          | Olatunji Kodua                         | 4:00 |
| 5.    | 64 Impala      | Olatunji Erlat                         | 3:12 |
| 6.    | Transforming   | Olatunji Sammy Soso                    | 4:29 |
| 20:31 |                |                                        |      |

## Közreműködő előadók
A Tidal adatai alapján.
- KSI – dalszerző (összes), vokál (összes)
- DJ Turkish – hangmérnök (összes)
- Zagor – producer (1, 2, 5), dalszerző (1, 2, 5)
- Oscar LoBrutto – hangmérnök (1, 5)
- Sway – producer (2), dalszerző (2)
- Charles Cook – producer (2), dalszerző (2), hangmérnök (3, 4, 6)
- GK Beats – producer (3, 4), dalszerző (3, 4)
- Sammy Soso – producer (6), dalszerző (6)

## Slágerlisták
| Slágerlista (2016)                  | Legmagasabb pozíció |
| ----------------------------------- | ------------------- |
| Új-Zéland Heatseeker Albumok (RMNZ) | 6                   |
| Skót Albumok (OCC)                  | 87                  |
| UK Album Downloads (OCC)            | 19                  |

## Kiadások
| Régió       | Dátum            | Formátum(ok)                     | Kiadó     |
| ----------- | ---------------- | -------------------------------- | --------- |
| Világszerte | 2017. június 30. | - digitális letöltés - streaming | Független |